# Laubheuschrecken
Die Laubheuschrecken (Tettigoniidae) sind eine Familie der Langfühlerschrecken (Ensifera). Diese Gruppe ist sehr arten- und formenreich.

## Merkmale
Häufig sind die Flugorgane reduziert. Ausgenommen die Gruppe der Meconematinae sind die Flugorgane aber wenigstens bei Männchen im Basalteil, mit dem Stridulationsorgan, erhalten. In den Vordertibiae (Vorderschienen) finden sich immer Gehörorgane (vgl. Tympanalorgan). Die Tarsen sind depress (abgeflacht) und viergliedrig. Das dritte Tarsenglied ist ungefähr herzförmig. Die Cerci der Männchen sind ungegliedert. Der Legebohrer oder Ovipositor der Weibchen weist unterschiedliche Längen auf, ist aber bei allen Arten gut ausgebildet. Er ist zusammengesetzt aus drei Gonapophysenpaaren.

## Systematik
Die Familie der Tettigoniidae ist die einzige rezente Familie der Überfamilie Tettigonioidea, der außerdem nur zwei fossile Gattungen (mit unklarer Zuordnung) zugeschrieben werden. Der Familie werden zahlreichen Unterfamilien zugeordnet:
- Familie Tettigoniidae Krauss, 1902 (Synonyme: Locustariae Latreille 1802, Locustidae Latreille 1802, Locustides Latreille 1802, Locustina Latreille 1802, Locustodea Latreille 1802, Orthoxiphae, Phasgonuridae Karsch 1893, Tettigoniae Krauss 1902)
  - Unterfamilie Acridoxeninae Zeuner, 1936
  - Unterfamilie Austrosaginae Rentz, 1993
  - Unterfamilie Bradyporinae Burmeister, 1838 (Synonyme: Bradyporidae Burmeister, 1838, Bradyporites Burmeister, 1838, Callimenidae Brunner von Wattenwyl 1882, Pycnogastrinae Brunner von Wattenwyl 1882)
  - Unterfamilie Conocephalinae Burmeister, 1838 (Synonyme: Conocephalidae Burmeister, 1838, Conocephalidi Burmeister, 1838)
  - Unterfamilie Hetrodinae Brunner von Wattenwyl, 1878 (Synonyme: Eugastrinae Unknown, Heterodidae, Hetrodidae Brunner von Wattenwyl 1878, Hetrodidi Brunner von Wattenwyl 1878)
  - Unterfamilie Hexacentrinae Karny, 1925 (Synonym: Hexacentrini Karny 1925)
  - Unterfamilie Lipotactinae Ingrisch, 1995
  - Unterfamilie Listroscelidinae Redtenbacher, 1891 (Synonyme: Listroscelidae Redtenbacher 1891, Listroscelinae Redtenbacher 1891)
  - Unterfamilie Meconematinae Burmeister, 1838 (Synonyme: Meconematidae Burmeister, 1838, Meconemidae Burmeister, 1838, Meconeminae Burmeister, 1838)
  - Unterfamilie Mecopodinae Walker, 1871 (Synonyme: Mecopodidae Walker, 1871,  Mecopodidi Walker, 1871)
  - Unterfamilie Microtettigoniinae Rentz, 1979
  - Unterfamilie Phaneropterinae Burmeister, 1838 (Synonyme: Amblycoryphae Scudder, 1897, Phaneropteridae Burmeister, 1838)
    - Gattung Amblycorypha
      - Art Amblycorypha oblongifolia De Geer, 1773

    - Gattung Andreiniimon mit der einzigen Art Andreiniimon nuptialis
    - Gattung Odontura Rambur, 1839
    - Gattung Phaneroptera

  - Unterfamilie Phasmodinae Caudell, 1912 (Synonym: Phasmodidae Caudell 1912)
  - Unterfamilie Phyllophorinae Stål, 1874 (Synonyme: Phyllophorae Stål 1874, Phyllophori Stål 1874, Phyllophoridae Stål 1874, Phyllophorini Stål 1874)
  - Unterfamilie Pseudophyllinae Burmeister, 1838 (Synonym: Pseudophyllidae Burmeister, 1838)
  - Unterfamilie Pseudotettigoniinae † Sharov, 1962
  - Unterfamilie Saginae Brunner von Wattenwyl, 1878 (Synonym: Sagidae Brunner von Wattenwyl 1878)
  - Unterfamilie Tettigoniinae Krauss, 1902 (Synonyme: Apteropedetinae Rentz, 1979, Decticidae Brunner von Wattenwyl 1893, Phasgonurinae Karsch 1893, Decticinae Brunner von Wattenwyl 1893, Dectioninae)
    - Gattung Tettigonia L., 1785 (Heupferde)
    - Gattung Supersonus Sarria-S, Mossis, Windmill, Jackson, Montealegre-Z, 2014
    - Gattung Eupholidoptera Maran, 1953
      - Art Grüne Strauchschrecke Eupholidoptera chabrieri (Charpentier, 1825)

  - Unterfamilie Tympanophorinae Brunner von Wattenwyl, 1893 (Synonym: Tympanophoridae Brunner von Wattenwyl 1893)
  - Unterfamilie Zaprochilinae Handlirsch, 1925 (Synonyme: Prochilidae Blanchard 1845, Prochilites Blanchard 1845)

## Fossile Stammgruppenvertreter
Der Überfamilie der Tettigonioidea werden außerdem die folgenden fossilen Formen zugeordnet:
- † Permotettigonia gallica, Nel & Garrouste 2016[3]. Für diese fossile Art wurde eine Familie † Permotettigoniidae eingerichtet. Erhalten ist der Abdruck eines Vorderflügels aus der Cian Formation, Roadium (mittleres Perm), gefunden in den französischen Seealpen. Nach Ansicht der Autoren entspricht der Flügel in seiner Gestalt derjenigen moderner Laubheuschrecken, die in einer Form der Mimikry Blätter nachahmen. Dies würde diese Form der Mimikry bis ins Perm zurückschreiben, sie wäre danach älter als die Bedecktsamer unter den Pflanzen. Mit Taeniopteris existierten aber in der damaligen Flora bereits Pflanzenarten mit ähnlichen Blättern.
- † Haglotettigonia egregia Gorochov, 1988[4]. Für diese fossile Art wurde eine Familie † Haglotettigoniidae eingerichtet. Es liegt vor ein unvollständiger Abdruck eines Vorderflügels in Sedimenten der Unterkreide, gefunden im Tal des Witim, Burjatien, Sibirien. Gorochov stuft den Fund als Übergangsform zwischen der Familie der Prophalangopsidae (Aboilinae, Überfamilie Hagloidea) und den Tettigoniidae ein, was er mit der Namensgebung zum Ausdruck bringen will. Eine Beziehung zu den Tettigoniiden macht er an einem Flügelfeld fest, dass er als Vorläufer des Spiegels, des schallverstärkenden Felds bei der Lauterzeugung mittels Stridulation, interpretiert, ansonsten wäre eine Einbeziehung in die Prophalangopsidae ohne weiteres möglich. Die Interpretation dieses Bereichs als Spiegel-Vorläufer wird von Romain Garrouste und Kollegen[3] bezweifelt, was die Zuordnung zu den Tettigonioidea zu einer offenen Frage macht.
- † ?Haglotettigonia aenigmatosa Gorochov, 2010[5] Gefunden wurden zwei frühe Nymphenstadien als Inklusen in Libanon-Bernstein, dieser wird von ihm ins Barremium bis Aptium (Unterkreide) gestellt. Die Zuordnung zu den Tettigonioidea beruht auf der Gestalt der Tarsen (mit seitlichen Loben am dritten Glied und Euplantulae als Hafteinrichtungen), des langgestreckten hinteren Loben des Pronotum und den Proportionen des Kopfs, die Zuordnung zur Gattung ist allerdings rein provisorisch, aufgrund der ähnlichen Altersstellung, erfolgt, es gibt tatsächlich keinerlei übereinstimmende Merkmale.